# Ljuće
Ljuće (en serbe cyrillique : Љуће) est un village du nord du Monténégro, dans la municipalité de Pljevlja.

## Démographie

### Évolution historique de la population
| 1948 | 1953 | 1961 | 1971 | 1981 | 1991 | 2003 |
| ---- | ---- | ---- | ---- | ---- | ---- | ---- |
| 188  | 217  | 258  | 259  | 207  | 202  | 207  |